# Reprezentacja Uzbekistanu U-17 w piłce nożnej mężczyzn
Reprezentacja Uzbekistanu U-17 w piłce nożnej mężczyzn – męska piłkarska reprezentacja Uzbekistanu do lat 17. Największymi sukcesami reprezentacji jest zdobycie złota na mistrzostwach Azji w 2012 roku oraz IV miejsca na mistrzostwach świata w 1991 roku.

## Mistrzostwa Świata
Uzbeckiej drużynie trzy razy nie udało się zakwalifikować do MŚ U-17.
| Rok   | Runda                            | M                                | W                                | R                                | P                                | GZ                               | GS                               |
| ----- | -------------------------------- | -------------------------------- | -------------------------------- | -------------------------------- | -------------------------------- | -------------------------------- | -------------------------------- |
| 1985  | Był częścią Związku Radzieckiego | Był częścią Związku Radzieckiego | Był częścią Związku Radzieckiego | Był częścią Związku Radzieckiego | Był częścią Związku Radzieckiego | Był częścią Związku Radzieckiego | Był częścią Związku Radzieckiego |
| 1987  | Był częścią Związku Radzieckiego | Był częścią Związku Radzieckiego | Był częścią Związku Radzieckiego | Był częścią Związku Radzieckiego | Był częścią Związku Radzieckiego | Był częścią Związku Radzieckiego | Był częścią Związku Radzieckiego |
| 1989  | Był częścią Związku Radzieckiego | Był częścią Związku Radzieckiego | Był częścią Związku Radzieckiego | Był częścią Związku Radzieckiego | Był częścią Związku Radzieckiego | Był częścią Związku Radzieckiego | Był częścią Związku Radzieckiego |
| 1991  | Był częścią Związku Radzieckiego | Był częścią Związku Radzieckiego | Był częścią Związku Radzieckiego | Był częścią Związku Radzieckiego | Był częścią Związku Radzieckiego | Był częścią Związku Radzieckiego | Był częścią Związku Radzieckiego |
| 1993  | Nie zakwalifikował się           | Nie zakwalifikował się           | Nie zakwalifikował się           | Nie zakwalifikował się           | Nie zakwalifikował się           | Nie zakwalifikował się           | Nie zakwalifikował się           |
| 1995  | Nie zakwalifikował się           | Nie zakwalifikował się           | Nie zakwalifikował się           | Nie zakwalifikował się           | Nie zakwalifikował się           | Nie zakwalifikował się           | Nie zakwalifikował się           |
| 1997  | Nie zakwalifikował się           | Nie zakwalifikował się           | Nie zakwalifikował się           | Nie zakwalifikował się           | Nie zakwalifikował się           | Nie zakwalifikował się           | Nie zakwalifikował się           |
| 1999  | Nie zakwalifikował się           | Nie zakwalifikował się           | Nie zakwalifikował się           | Nie zakwalifikował się           | Nie zakwalifikował się           | Nie zakwalifikował się           | Nie zakwalifikował się           |
| 2001  | Nie zakwalifikował się           | Nie zakwalifikował się           | Nie zakwalifikował się           | Nie zakwalifikował się           | Nie zakwalifikował się           | Nie zakwalifikował się           | Nie zakwalifikował się           |
| 2003  | Nie zakwalifikował się           | Nie zakwalifikował się           | Nie zakwalifikował się           | Nie zakwalifikował się           | Nie zakwalifikował się           | Nie zakwalifikował się           | Nie zakwalifikował się           |
| 2005  | Nie zakwalifikował się           | Nie zakwalifikował się           | Nie zakwalifikował się           | Nie zakwalifikował się           | Nie zakwalifikował się           | Nie zakwalifikował się           | Nie zakwalifikował się           |
| 2007  | Nie zakwalifikował się           | Nie zakwalifikował się           | Nie zakwalifikował się           | Nie zakwalifikował się           | Nie zakwalifikował się           | Nie zakwalifikował się           | Nie zakwalifikował się           |
| 2009  | Nie zakwalifikował się           | Nie zakwalifikował się           | Nie zakwalifikował się           | Nie zakwalifikował się           | Nie zakwalifikował się           | Nie zakwalifikował się           | Nie zakwalifikował się           |
| 2011  | Ćwierćfinał                      | 5                                | 3                                | 0                                | 2                                | 9                                | 8                                |
| 2013  | 1/8 finału                       | 4                                | 2                                | 1                                | 1                                | 4                                | 2                                |
| 2015  | Nie zakwalifikowała się          | Nie zakwalifikowała się          | Nie zakwalifikowała się          | Nie zakwalifikowała się          | Nie zakwalifikowała się          | Nie zakwalifikowała się          | Nie zakwalifikowała się          |
| 2017  | Nie zakwalifikowała się          | Nie zakwalifikowała się          | Nie zakwalifikowała się          | Nie zakwalifikowała się          | Nie zakwalifikowała się          | Nie zakwalifikowała się          | Nie zakwalifikowała się          |
| 2019  | Nie zakwalifikowała się          | Nie zakwalifikowała się          | Nie zakwalifikowała się          | Nie zakwalifikowała się          | Nie zakwalifikowała się          | Nie zakwalifikowała się          | Nie zakwalifikowała się          |
| 2023  | Awans                            |                                  |                                  |                                  |                                  |                                  |                                  |
| Razem | 3/19                             | 9                                | 5                                | 1                                | 3                                | 13                               | 10                               |

## Mistrzostwa Azji
Uzbeckiej drużynie 10 razy udało się zagrać w turnieju finałowym.
| Rok   | Runda                            | M                                | W                                | R                                | P                                | GZ                               | GS                               |
| ----- | -------------------------------- | -------------------------------- | -------------------------------- | -------------------------------- | -------------------------------- | -------------------------------- | -------------------------------- |
| 1985  | Był częścią Związku Radzieckiego | Był częścią Związku Radzieckiego | Był częścią Związku Radzieckiego | Był częścią Związku Radzieckiego | Był częścią Związku Radzieckiego | Był częścią Związku Radzieckiego | Był częścią Związku Radzieckiego |
| 1986  | Był częścią Związku Radzieckiego | Był częścią Związku Radzieckiego | Był częścią Związku Radzieckiego | Był częścią Związku Radzieckiego | Był częścią Związku Radzieckiego | Był częścią Związku Radzieckiego | Był częścią Związku Radzieckiego |
| 1988  | Był częścią Związku Radzieckiego | Był częścią Związku Radzieckiego | Był częścią Związku Radzieckiego | Był częścią Związku Radzieckiego | Był częścią Związku Radzieckiego | Był częścią Związku Radzieckiego | Był częścią Związku Radzieckiego |
| 1990  | Był częścią Związku Radzieckiego | Był częścią Związku Radzieckiego | Był częścią Związku Radzieckiego | Był częścią Związku Radzieckiego | Był częścią Związku Radzieckiego | Był częścią Związku Radzieckiego | Był częścią Związku Radzieckiego |
| 1992  | Nie zakwalifikował się           | Nie zakwalifikował się           | Nie zakwalifikował się           | Nie zakwalifikował się           | Nie zakwalifikował się           | Nie zakwalifikował się           | Nie zakwalifikował się           |
| 1994  | Faza grupowa                     | 4                                | 0                                | 0                                | 4                                | 3                                | 31                               |
| 1996  | Faza grupowa                     | 4                                | 0                                | 1                                | 3                                | 2                                | 12                               |
| 1998  | Nie zakwalifikował się           | Nie zakwalifikował się           | Nie zakwalifikował się           | Nie zakwalifikował się           | Nie zakwalifikował się           | Nie zakwalifikował się           | Nie zakwalifikował się           |
| 2000  | Nie zakwalifikował się           | Nie zakwalifikował się           | Nie zakwalifikował się           | Nie zakwalifikował się           | Nie zakwalifikował się           | Nie zakwalifikował się           | Nie zakwalifikował się           |
| 2002  | IV miejsce                       | 6                                | 3                                | 1                                | 2                                | 7                                | 7                                |
| 2004  | Faza grupowa                     | 3                                | 0                                | 1                                | 2                                | 4                                | 7                                |
| 2006  | Nie zakwalifikował się           | Nie zakwalifikował się           | Nie zakwalifikował się           | Nie zakwalifikował się           | Nie zakwalifikował się           | Nie zakwalifikował się           | Nie zakwalifikował się           |
| 2008  | Ćwierćfinał                      | 4                                | 2                                | 0                                | 2                                | 10                               | 5                                |
| 2010  | II miejsce                       | 6                                | 4                                | 1                                | 1                                | 15                               | 5                                |
| 2012  | I miejsce                        | 6                                | 2                                | 3                                | 1                                | 9                                | 8                                |
| 2014  | Ćwierćfinał                      | 4                                | 2                                | 1                                | 1                                | 10                               | 10                               |
| 2016  | Ćwierćfinał                      | 4                                | 3                                | 0                                | 1                                | 9                                | 6                                |
| 2018  | Nie zakwalifikował się           | Nie zakwalifikował się           | Nie zakwalifikował się           | Nie zakwalifikował się           | Nie zakwalifikował się           | Nie zakwalifikował się           | Nie zakwalifikował się           |
| 2023  | Półfinał                         | 5                                | 3                                | 1                                | 1                                | 5                                | 2                                |
| Razem | 10/19                            | 46                               | 19                               | 9                                | 18                               | 74                               | 93                               |

## Aktualny skład
Aktualny skład drużyny można przeglądać na stronie transfermarkt.pl.